# Cerro Congo
Cerro Congo är en vulkan i Costa Rica.   Den ligger i provinsen Alajuela, i den centrala delen av landet, 40 km norr om huvudstaden San José. Toppen på Cerro Congo är 2 008 meter över havet, eller 338 meter över den omgivande terrängen. Bredden vid basen är 2,3 km.
Terrängen runt Cerro Congo är huvudsakligen mycket bergig. Runt Cerro Congo är det tätbefolkat, med 442 invånare per kvadratkilometer. Närmaste större samhälle är Río Segundo, 5,9 km väster om Cerro Congo. I omgivningarna runt Cerro Congo växer i huvudsak städsegrön lövskog.